# Крамаревський Леонід Миколайович
Леонід Миколайович Крамаревський (нар. 9 квітня 1884, c. Іванків, нині Коропський район, Сумська область — пом. 1937 м. Каліш, Польща) — український військовик, підполковник Армії УНР. Лицар «Хреста Симона Петлюри».

## Життєпис
Народився у с. Іваньків Переяславського повіту Полтавської губернії. Закінчив гімназію, Віленське піхотне юнкерське училище (1905). 26 вересня 1916 р. — 15 січня 1918 р. — курсовий старшина та лектор з адміністрації Віленського військового училища у Полтаві. Останнє звання у російській армії — підполковник.
З січня 1920 р. служив у 1-му рекрутському полку у Могилеві-Подільському, у чині козака. З 15 березня 1920 р. — командир чоти цього полку. З 12 червня 1920 р. — старшина 22-го стрілецького куреня 3-ї Залізної дивізії. З 11 грудня 1920 р. — приділений до штабу 20-го куреня 7-ї бригади 3-ї Залізної стрілецької дивізії.
Помер у м. Каліш, похований у Щепіорно.